# Triptognathus collaris
Triptognathus collaris är en stekelart som först beskrevs av Rudow 1888.  Triptognathus collaris ingår i släktet Triptognathus och familjen brokparasitsteklar. Inga underarter finns listade i Catalogue of Life.